# Хіросіма (книга)
«Хіросіма» (англ. Hiroshima) — книга американського письменника Джона Герсі 1946 року. Її герої —  шестеро людей, котрі вижили після вибуху атомної бомби, скинутої на Хіросіму. ЇЇ вважають одним із перших прикладів нової журналістики, коли техніки розповіді історії в художній літературі адаптовано до  публіцистичного репортажу.
Текст спочатку опублікував The New Yorker, й планував розбити публікацію на чотири випуски, але натомість все число від 31 серпня 1946 року містило одну статтю. Менш ніж за два місяці статтю було видано книжкою у видавництві Alfred A. Knopf. Ніколи не переставала друкуватися, продано понад три мільйони примірників. «Її історія стала частиною наших безперервних роздумів про світові війни та ядерний голокост», — написав есеїст New Yorker Роджер Енджел 1995 року.
До того, як написати «Хіросіму», Герсі був військовим кореспондентом з місця подій, писав для журналів Life і The New Yorker. Він їздив слідом за військами під час вторгнення в Італію та Сицилію під час Другої світової війни. У 1944 році Герсі почав працювати на Тихоокеанському театрі воєнних дій і їздив слідом за лейтенантом Джоном Ф. Кеннеді через Соломонові острови. Як один із перших західних журналістів, що оглянув руїни Хіросіми після бомбардування, Герсі отримав замовлення від Вільяма Шона з The New Yorker написати статті про вплив ядерного вибуху, використовуючи свідчення очевидців, — тема, якої журналісти практично не торкалися. Герсі опитав багатьох свідків, та зосередив свою статтю, зокрема, на шести.

### Публікація вThe New Yorker
Випуск за 31 серпня 1946 року надійшов у скриньки передплатників із безтурботним фото літнього пікніка в парку на обкладинці. Не було й натяку на те, що всередині. Стаття Герсі починалася там, де зазвичай починалася постійна колонка «Міські розмови», одразу після переліку кінотеатрів. Унизу сторінки редакція додала коротке повідомлення: «ДО НАШИХ ЧИТАЧІВ. Цього тижня The New Yorker присвячує всю свою редакційну площу статті про майже повне знищення міста однією атомною бомбою та про те, що сталося з людьми цього міста. Ми робимо так через переконання, що мало хто з нас ще усвідомив неймовірну руйнівну силу цієї зброї, і що кожен міг би витратити час, щоб подумати про жахливі наслідки її використання. Редакція». Одним з небагатьох людей, окрім головних редакторів The New Yorker, поінформованих про майбутню публікацію, був головний автор журналу Е. Б. Вайт, якому Гарольд Рос довірив свої плани. «Герсі написав тридцять тисяч слів про бомбардування Хіросіми (про що я тепер можу говорити по-новому й витончено), — писав Рос Вайту в Мен, — пекельна історія, і ми думаємо, що з нею робити»... [Вільям Шон, головний редактор The New Yorker] хоче пробудити людей і каже, що ми — ті люди, що мають шанс це зробити, і, ймовірно, єдині люди, які зроблять це, якщо вирішать так вчинити».

### Критика

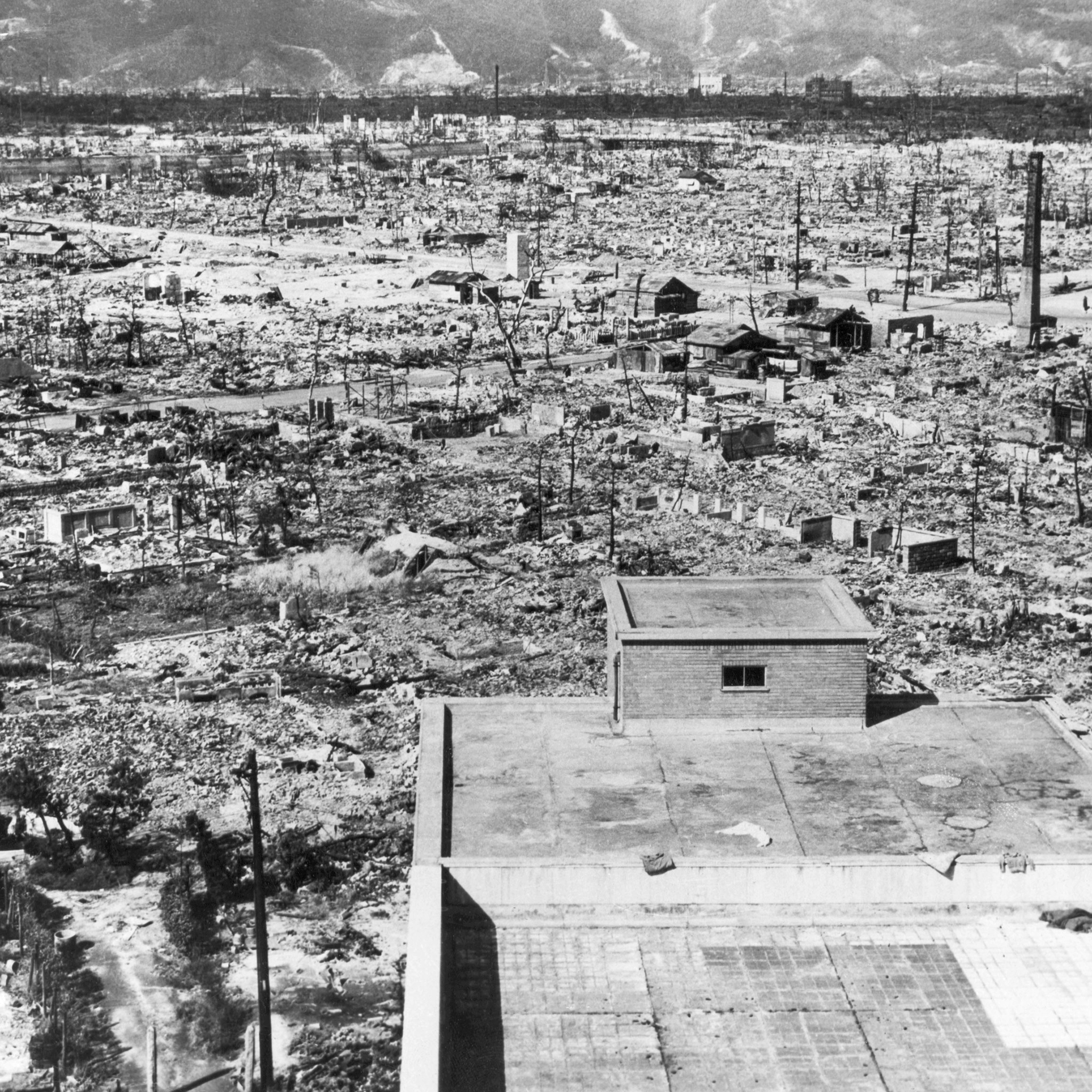
Хіросіма в руїнах, жовтень 1945 року, через два місяці після вибуху атомної бомби.

Стаття, що містила детальний опис дії бомби, стала сенсацією у видавництві. Простим прозовим стилем Герсі описав жахливі наслідки атомного пристрою: люди з розплавленими очними яблуками або люди випарувалися, залишивши після себе тільки тіні, викарбувані на стіні. Стаття «Хіросіма» в The New Yorker одразу стала бестселером і в газетних кіосках її розкупили за кілька годин. До редакцій журналу надходило багато запитів на передрук. Радіомережа ABC перервала щоденні програми, щоб транслювати читання повного тексту відомими акторами в чотирьох півгодинних програмах. Багато радіостанцій за кордоном вчинили так само, зокрема Бі-Бі-Сі в Британії, де нормування газетного паперу, що продовжувалося після закінчення війни, не дало змоги її опублікувати. Герсі не дозволяв редагувати текст, щоб скоротити його довжину. Клуб  «Книжка місяця» швидко надрукував статтю у вигляді книжки, яку розіслав своїм членам як безплатний вибір, сказавши: «Нам важко уявити, щоб на цей час було написано щось важливіше[sic]  для людства».
Публікація книжки трохи більше ніж за рік після того, як на Хіросіму було скинуто атомну бомбу, показала американській громадськості тлумачення японців, що відрізнялося від того, яке раніше описували ЗМІ.  Американці могли позбутися частини провини, знаючи, що японці не звинувачують їх у цьому жахливому акті війни. Прочитавши Хіросіму, вчений Мангеттенського проєкту написав, що він плакав, згадуючи, як святкував скидання атомної бомби. Вчені разом з американською громадськістю відчули сором і провину за страждання людей Хіросіми. За словами свідків у Хіросімі, жителі Хіросіми винуватили в ударі не американців, а власний уряд. Багато японців вважають, що скидання атомної бомби врятувало Японію, і була поширена думка, що японський уряд знищив би всю країну, перш ніж програти війну. 
Пізніше того ж року видавництво Alfred A. Knopf видало цю статтю на 31 тис. слів  у вигляді книги. Доступний прозовий стиль Герсі критики хвалили як зразок стриманої оповіді. Як згадувала Джудіт Джонс, редакторка з якою він співпрацював тривалий час, Герсі рідко давав інтерв’ю та терпіти не міг поїздки на кшталт книжкових турів. «Якби існувала така тема, яка могла б спонукати письменника до захаращення тексту деталями, а текст бути переповненим ними, то це було власне бомбардування Хіросіми», — писав Гендрік Герцберґ; «утім репортаж Герсі був настільки ретельним, його речення та абзаци були такими чіткими, спокійними та стриманими, що жах історії, яку він мав розповісти, відчувався ще сильніше».
Автор сказав, що використав стриманий стиль, щоб це відповідало історії, яку він прагнув розповісти. «Стриманий стиль був навмисним, — сказав Герсі через 40 років, — і я досі вважаю, що не помилився, використавши його. Висока літературна манера чи прояв пристрасті залучили б мене до історії як посередника. Я хотів уникнути такого посередництва, щоб досвід читача був максимально прямим» .
Засновник The New Yorker Гарольд Рос сказав своєму другові, письменнику Ірвіну Шоу: «Мені здається, що я ніколи не отримував стільки задоволення від чогось іншого у своєму житті». Але публікація статті у The New Yorker спричинила проблеми в стосунках Герсі з Генрі Люсом, співзасновником Time-Life і першим наставником Герсі, який вважав, що Герсі мав повідомити про подію один з його журналів. Попри побоювання Люса щодо вибору Герсі The New Yorker для друку історії Хіросіми, формат і стиль журналу дозволили автору набагато більше свободи у репортажі і написанні. Крім того, The New Yorker доклав безпрецедентних зусиль, щоб зберегти історію Герсі в таємниці. Головна редакція тижневика дотримувалася повної таємниці щодо друку статті. Поки редактори Гарольд Рос і Вільям Шон витрачали довгі години на редагування та обмірковування кожного речення, співробітникам журналу нічого не сказали про майбутній випуск. Співробітники були збентежені, коли звичайні щотижневі затвердження не повертали, а на їхні запити не відповідали. Навмисно не повідомили навіть відділ реклами.
Журнал Time писав про Хіросіму:
|  | Кожному американцю, що дозволяв собі жартувати про атомні бомби, чи тому, хто почав розглядати їх як просто одне сенсаційне явище, яке тепер можна прийняти як частину цивілізації, як-от літак і бензиновий двигун, чи тому,хто дозволив собі спекулювати щодо того, що ми могли б зробити з ними, якби нас змусили розпочати нову війну, слід прочитати містера Герсі. Коли ця журнальна стаття з’явиться у формі книжки, критики скажуть, що вона у свій спосіб є класикою. Але вона більше, ніж класика. Оригінальний текст (англ.) Every American who has permitted himself to make jokes about atom bombs, or who has come to regard them as just one sensational phenomenon that can now be accepted as part of civilization, like the airplane and the gasoline engine, or who has allowed himself to speculate as to what we might do with them if we were forced into another war, ought to read Mr. Hersey. When this magazine article appears in book form the critics will say that it is in its fashion a classic. But it is rather more than that. |

Пізніше журнал назвав розповідь Герсі про вибух «найвідомішою журналістською статтею про Другу світову війну». 
Її також схвалив журнал The New Republic, який писав, що «стаття Герсі, безумовно, є одним з великих класичних творів війни». Тоді як більшість високо оцінювала статтю, Мері Маккарті сказала, що «щоб віддати справедливість атомній бомбі, містеру Герсі довелося б взяти інтерв’ю у мертвих».  Хіросіму також слово в слово по радіо читала Американська телерадіомовна компанія, посилюючи її вплив.

### Публікація в Японії
Попри те, що військовий уряд США (на чолі з Дугласом Макартуром) відмовив видавців видавати книжку в Японії, невелику кількість примірників було розповсюджено; у січні 1947 року Герсі мав читання англійською мовою в Токіо. Японський переклад Хіросіми вперше був опублікований у 1949 році (відтоді не переставав видаватися). За словами Гара Альперовіца в «Рішенні про використання атомної бомби», «окупаційна влада замовчувала різні твердження про атомні бомбардування. Заслуговує на увагу випадок, коли пізніше 1946 року Nippon Times відмовила в проханні опублікувати «Хіросіму» Джона Герсі (англійською мовою)». У 1948 році Макартур сказав, що, попри численні звинувачення в цензурі, висунуті американськими ЗМІ, Хіросіма не була заборонена в Японії.

## Огляд
Стаття починається вранці 6 серпня 1945 року, в день, коли було скинуто атомну бомбу, внаслідок якої загинуло приблизно 135 тис. людей. Книжка починається таким реченням:
|                                | Рівно п’ятнадцять хвилин на дев’яту за японським часом, шостого серпня тисяча дев’ятсот сорок п’ятого року, коли над Хіросімою спалахнула атомна бомба, міс Тосіко Сасакі, працівниця відділу кадрів Східноазійського олов’яного заводу тільки-но сіла на робоче місцев офісі й саме повертала голову, щоб поговорити з дівчиною за сусіднім столом. Оригінальний текст (англ.) At exactly fifteen minutes past eight in the morning on August 6, 1945, Japanese time, at the moment when the atomic bomb flashed above Hiroshima, Miss Toshiko Sasaki, a clerk in the personnel department of the East Asia Tin Works, had just sat down at her place in the plant office and was turning her head to speak to the girl at the next desk. |
| — Hiroshima, John Hersey, 1946 | |

Герсі описує шістьох персонажів: двох лікарів, протестантського священника, овдовілу швачку, молоду робітницю фабрики та німецького католицького священника. Книжка описує їхній ранок перед скиданням бомби. У книжці життя цих шести людей перетинаються, оскільки вони діляться подібним досвідом. Кожен розділ охоплює період часу від ранку бомбардування до одного року після нього для кожного свідка. У пізніших виданнях було додано розділ, присвячений наслідкам через 40 років після бомбардування.
|                 |
| Кійосі Танімото |

|                                        |
| Тосіко Сасакі (Сестра Домініка Сасакі) |

|                       |
| Лікар Масакадзу Фудзі |

|                                                    |
| Отець Вільгельм Кляйнсорґе (потім Макото Такакура) |

|                       |
| Лікар Теруфумі Сасакі |

|                 |
| Хацуйо Накамура |

Шестеро персонажів книжки це:
Превелебний Кійосі Танімото
Танімото перебував за 3 500 ярдів (3 200 м) від вибуху. Пастор методистської церкви Хіросіми, невисокий «говіркий чоловік, якого легко і розсмішити, і довести до сліз», слабкий, проте запальний, обережний і вдумливий, здобув теологічну освіту в США в університеті Еморі в Атланті, (штат Джорджія), чудово розмовляє англійською, одержимий тим, що за ним шпигують, голова Асоціації сусідів.
Пані Хацуйо Накамура
Накамура перебувала за 1 350 ярдів (1 230 м) від центру вибуху. Вона вдова кравця, виховує трьох дітей (10-річного хлопчика Тосіо, восьмирічну дівчинку Яеко і п'ятирічну дівчинку Міеко). Її чоловік нещодавно загинув у Сінгапурі під час війни.
Лікар Масакадзу Фудзі
Фудзі перебував за 1 550 ярдів (1 420 м) від центру вибуху. Його описано як гедоніста, власника приватної лікарні на 30 палат із сучасним обладнанням, його сім’я  живе в Осаці та Кюсю, і він товариський і спокійний.
Отець Вільгельм Кляйнсорґе (Макото Такакура)
Кляйнсорґе перебував за 1 400 ярдів (1 300 м) від центру вибуху. У той час Кляйнсорґе був 38-річним німецьким священником-єзуїтом. Ослаблений дієтою під час війни, він відчуває себе неприйнятим японським народом, і має «худе обличчя з виразним адамовим яблуком, запалі груди, руки, що звисають та великі ноги». Його отець-настоятель  в дільниці місії  — Гуго Ла ССаль.
Лікар Теруфумі Сасакі
Лікар Теруфумі Сасакі перебував за 1 650 ярдів (1 510 м) від центру вибуху. 25-річний хірург, працює у лікарні Червоного Хреста. Живе з матір'ю в Мукайхарі, ідеаліст. Засмучений поганим медичним обслуговуванням, займається медичною практикою без дозволу в громадах, де немає якісної медичної допомоги. Не є родичем міс Тосіко Сасакі.
Міс Тосіко Сасакі (Сестра Домініка Сасакі)
Сасакі перебувала за 1 600 ярдів (1 500 м) від центру вибуху. Їй 20 років, вона заручена з солдатом, а також працює як «штатна працівниця у відділі кадрів Східноазійського олов’яного заводу».

### «Безшумний спалах»
Цей розділ знайомить з героями книжки  та детально описує розповіді свідків про ранок перед вибухом атомної бомби та їхнє сприйняття власне вибуху. Вибух стався рівно о 8:15 за місцевим часом. Міс Тосіко сиділа за робочим столом і розмовляла з колегою на олов'яній фабриці, коли кімната наповнилася «сліпучим світлом» і спалах був настільки потужним, що штовхнув книжкову шафу, зламавши ногу міс Тосіко, далі вона втратила свідомість. Її привалило книжковою шафою, поки будівля навколо руйнувалася. Сидячи на веранді, лікар Масакуза Фудзі став свідком «яскраво-жовтого» спалаху і впав у річку. Він сильно поранив плече. Після повернення додому з безпечної зони пані Накамура побачила спалах, «білий, біліший за біле, яке вона коли-небудь бачила». Її кинуло в сусідню кімнату, а діти були поховані в уламках. Читаючи ранкову газету, отець Вільгельм Кляйнсорґе стає свідком «жахливого спалаху... [як] зіткнення величезного метеора із землею». Він опинився на городі місії лише з невеликими порізами. Стоячи один у коридорі, лікар Теруфумі Сасакі побачив «гігантський фотографічний спалах». Вибух зруйнував лікарню, але лікар Сасакі залишився цілим, за винятком його окулярів і черевиків, які злетіли з нього. Тепер лікар Сасакі був єдиним лікарем, який залишився неушкодженим у лікарні, і лікарня швидко заповнилася пацієнтами. Преподобний Кійосі Танімото побачив, як «величезний спалах світла розрізав небо». Танімото кинуло об стіну будинку і він відчув тиск, осколки та уламки посипалися на нього.

### «Вогонь»
Другий розділ документує час одразу після вибуху, коли вогонь поширюється, а свідки намагаються врятувати інших і знайти безпечне місце. Відразу після вибуху преподобний Танімото побіг на пошуки своєї родини та парафіян. Він відкладає пошуки своєї родини, коли натрапляє на людей, які потребують допомоги, а потім знову починає пошуки родини. Пані Накамура іде зі своїми дітьми та сусідкою в парк Асано в єзуїтській місії. Пані Накамура та діти постійно блюють. Отець Кляйнсорґе  блукав територією місії з численними осколками скла в спині. Отець Кляйнсорґе вбіг до своєї кімнати й схопив аптечку першої допомоги та свою валізу з грошима і документами місії. Отець Кляйнсорґе та інші виходять і приносять їжу для всіх у парку Асано.
Лікарня лікаря Фудзі впала в річку, а він опинився затиснутим між її балками, не маючи змоги рухатися. Лікар Фудзі дивиться на місто і називає його «нескінченним парадом страждань». Лікар Сасакі «працював без будь-якого попереднього плану», вирішуючи, якому пацієнту буде надавати допомогу далі. Пацієнти заповнили кожен сантиметр лікарні. Людей нудило всюди. Він став схожим на робота, допомагаючи одному пацієнту за іншим. Міс Сасакі досі лежить без свідомості під книжковою шафою та уламками будівлі. У неї лише важкий перелом ноги. Її підпирають поруч із двома важко пораненими і залишають. Отець Кляйнсорґе вирушає до парку Асано. Містер Танімото перетинає місто, щоб знайти свою родину та парафіян. Проходячи повз, він просить вибачення у поранених, що не постраждав. Йому неймовірно  пощастило зустріти дружину та сина на березі річки Ота. Вони розлучаються, щоб вона могла повернутися до Усіди, а він — подбати про церкву.

### «Деталі з'ясовують»
У третьому розділі описано дні після скидання бомби, тривалі проблеми, з якими стикаються ті, хто вижив, і можливі пояснення величезних руйнувань, на які натрапляють свідки.
12 серпня сім'я Накамура все ще хворіє, пані Накамура дізналась, що решта членів їхньої родини загинула. Пан Танімото продовжує переправляти людей з одного берега річки на інший, сподіваючись уберегти їх від пожежі. Отець Кляйнсорґе, ослаблений травмами та попередньою хворобою, залишається в Парку. Нарешті його вітають японці, і він більше не відчуває себе іноземцем. Лікар Фудзі спить на підлозі зруйнованого будинку своєї родини. Його ліва ключиця зламана і вкрита багатьма глибокими порізами. Десять тисяч поранених приходять до лікарні Червоного Хреста. Лікар Сасакі все ще намагається обслуговувати якомога більше людей. Все, що можна зробити, це нанести фізіологічний розчин на найгірші опіки. Всюди лежать мертві пацієнти. Міс Сасакі все ще залишається без допомоги за межами фабрики. Нарешті друзі приходять, щоб знайти її тіло, і її перевозять до лікарні.
Наприкінці розділу, 15 серпня, війна закінчилася.

### «Просо та маруна»
Минуло дванадцять днів з моменту скидання бомби на Хіросіму. Чотири квадратних милі міста було повністю зруйновано. Після бомбардування Хіросіма була затоплена, що продовжило хаос і руйнування. У багатьох людей розвивається променева хвороба, і ненависть до американців загострюється, але зменшується після того, як у Хіросімі було визначено безпечний рівень радіації. Рани отця Кляйнсорґе оглянули і виявили, що вони знову відкрилися та запалилися. Навіть у вересні отцю Кляйнсорґе стає гірше. Його доставили до лікарні з високою температурою, анемією та низьким рівнем лейкоцитів. Пані Накамура все ще відчуває нудоту, і її волосся починає випадати. Після того, як вона переконалася, що рівень радіації в Хіросімі прийнятний, а її зовнішність презентабельна, повернулася додому, щоб забрати свою швейну машинку, але та була іржавою і непридатною для роботи. Містер Танімото також захворів. В нього гарячка з температурою 40 градусів, йому зробили ін’єкції вітаміну B1 для боротьби з променевою хворобою. Міс Сасакі залишається в лікарні та відчуває сильний біль. Через інфекцію лікарі не змогли вправити зламану ногу. Наприкінці квітня її виписали з лікарні, але вона була сильно покалічена. Лікар Фудзі все ще живе в літньому будинку друга, і його травми загоїлися. Він помітив, що багато з тих, хто вижив, продовжують відчувати дивні проблеми. Він купив нову лікарню в передмісті Хіросіми й, одужавши, почав успішну практику. Лікар Сасакі спостерігає за хворобою і разом з колегами вони визначили три етапи захворювання. Через пів року лікарня Червоного Хреста почала нормально працювати. Він залишився єдиним хірургом у штаті, але нарешті в березні одружився.
Через рік після бомбардування міс Сасакі залишилась калікою; пані Накамура  — бідною; отця Кляйнсорґе ушпиталено; лікар Сасакі не міг працювати так, як раніше; лікар Фудзі втратив лікарню з тридцятьма кімнатами, на придбання якої йому знадобилося багато років, і жодних перспектив відбудувати її не було; церква пана Танімото була зруйнована, і він уже не мав виняткової життєвої сили.

### «Плоди»
Цей розділ було додано через сорок років після першої публікації в The New Yorker. Він з’явився у номері The New Yorker за 15 липня 1985 року. Герсі повернувся до Хіросіми, щоб дізнатися, що сталося з шістьма вцілілими. Його записи про те, що він знайшов, стали п'ятим розділом у наступних виданнях книги. Тих, хто вижив після бомбардування Хіросіми, тепер називають хібакуся (люди, які постраждали від вибуху). Японці спочатку відмовлялися брати на себе будь-яку відповідальність за американське атомне бомбардування чи постраждале населення. Жертви зазнавали дискримінації, і багато роботодавців відмовлялися наймати хібакуся, оскільки вони не могли працювати так важко. Їхнє опромінення, яке в Японії називають «променевою хворобою», викликало у них, серед іншого, хронічну слабкість, запаморочення та проблеми з травленням. 1954 року інцидент із зараженням Щасливого дракона №5 створив політичний рух за права хібакуся та домігся Закону про медичну допомогу жертвам атомної бомби. Цей закон дозволяв медичне обслуговування хібакуся та щомісячну грошову допомогу.
Якийсь час пані Накамура заробляла лише стільки, щоб прожити і прогодувати свою сім'ю. Вона захворіла і не могла більше працювати. Щоб лікуватися, була змушена продати швейну машинку. Працювала на випадкових роботах, наприклад, розвозила хліб, де могла взяти три-чотири дні вихідних, аби відновитися, перш ніж знову працювати. Заробітку їй ледь вистачало на прожиття. 13 років працювала на фабриці з виробництва нафталіну, але не відразу підписалася на допомогу на медичне обслуговування згідно із Законом про медичну допомогу жертвам атомних бомб. Її запросили стати членом Асоціації скорботних сімей, і вона подорожувала світом.
Лікаря Теруфумі Сасакі, який не зазнав жодних побічних ефектів від вибуху, після бомбардування мучили спогади про пережите в лікарні Червоного Хреста. 1951 року лікар Сасакі залишив роботу в лікарні Червоного Хреста. Він відкрив власну практику у рідному місті та зазвичай проводив прості операції. Він вирішив побудувати геріатричну лікарню. Продовжував шкодувати, що не можливо було відстежити усі кремовані в лікарні тіла.
Отець Вільгельм Кляйнсорґе продовжував страждати від радіації. У 1958 році його призначили священником значно більшої церкви в іншій частині міста. Він став японським громадянином і змінив своє ім'я на отця Макото Такакура. Впав у кому і помер 19 листопада 1977 року. На його могилі завжди лежали живі квіти.
Після того, як вона залишилася калікою, Тосіко Сасакі покинув наречений. Протягом 14 місяців вона перенесла ортопедичну операцію, щоб покращити стан ноги. Пропрацювавши п’ять років у притулку, стала монахинею Товариства Помічників Святих Душ. Складаючи останні обітниці в 1953 році, прийняла ім’я сестра Домініка. Її швидко помітили за її завзяття і зробили директоркою «Саду Святого Йосипа», будинку для людей похилого віку. Вийшла на пенсію 1978 року і була винагороджена поїздкою до Святого Престолу. Працювала волонтеркою і два роки була настоятелькою в Місасі, де проходила новіціат.
У 1948 році лікар Фудзі побудував нову медичну практику в Хіросімі. Йому пощастило, і він не зіткнувся з довготривалими наслідками хвороби, викликаної атомною бомбою. Лікар Фудзі помер 12 січня 1973 року.
Кійосі Танімото продовжував проповідувати Євангелію людям, які відбудовували Хіросіму. Методистська рада місій привезла його до Сполучених Штатів, щоб зібрати гроші для церкви. 5 березня 1949 року було опубліковано його меморандум «Ідеї Хіросіми». У 1950 році він повернувся до Америки для другого ораторського туру. Під час цієї поїздки він спілкувався з членами Комітету Палати представників у закордонних справах. Через його гастролі по всьому світу його прозвали «пастором атомної бомби». 1955 року він повернувся до Америки з келоїдними дівчатами, що були школярками на час вибуху бомби й отримали серйозні пошкодження внаслідок теплового спалаху бомби. Їх обрали для поїздки до США на пластичну хірургію. Під час цієї поїздки він з'явився на ток-шоу This Is Your Life з Ральфом Едвардсом. Він був здивований, зустрівши капітана Роберта Льюїса, другого пілота Enola Gay.

## Довготривалий резонанс

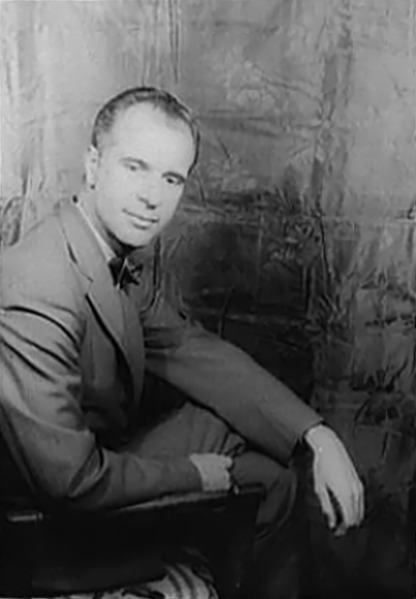
Джон Герсі

Публікація статті поставила Хіросіму та атомну бомбу в центр дискусії про ядерну війну. У книжці «Хіросіма в історії та пам’яті» Майкл Дж. Гоґан пише, що Хіросіма дала усвідомлення масштабу події та започаткувала можливість аналізу події. Вона означила три проблеми, які раніше не розглядалися: силу сучасної науки, бомбу та майбутнє ядерної зброї.
Події, пов’язані зі скиданням атомної бомби, живуть у душі кожного і були висвітлені Герсі як жах. Хіросіма була і залишатиметься «частиною наших безперервних роздумів про світові війни та ядерний голокост». Наслідки променевої хвороби продовжують викликати занепокоєння щодо безпеки ядерної енергетики у світі. Це занепокоєння знову виникло після інциденту на ядерному реакторі Фукусіма-Даїчі. Описи, які прочитала громадськість після публікації Хіросіми, відродилися в очах світу.
Нариси на веб-сайті Red Circle Authors включили Хіросіму до циклу літератури про атомну бомбу. Однак, відповідні антології, як-от Nihon no Genbaku Bungaku або The Crazy Iris and Other Stories of the Atomic Aftermath обмежуються виключно японськими письменниками. В оповіданні «Світлячки» 1953 року письменниця Йоко Ота, представниця напрямку літератури про атомну бомбу, неодноразово посилається на репортаж Герсі та лікаря Сасакі, якого вона у своїй історії називає лікарем Ікс, «молодого лікаря, про якого Джон Герсі писав у Хіросімі» .
У листопаді 2020 року програму A Good Read на BBC Radio 4 було присвячено Хіросімі.

## Переклади українською
2022 року у видавництві «Човен» вийшов друком переклад українською мовою. Перекладачка з англійської — Юлія Семенюк.

## Додаткова література
- Patrick B. Sharp, Savage Perils: Racial Frontiers and Nuclear Apocalypse in American Culture обговорює глибокий вплив історії Герсі на те, як ядерний апокаліпсис був представлений на початку холодної війни.